# Deltinea costalimai
Deltinea costalimai är en fjärilsart som beskrevs av José A. Pastrana 1961. Deltinea costalimai ingår i släktet Deltinea och familjen vecklare. Inga underarter finns listade i Catalogue of Life.